# Saponaria jagelii
Saponaria jagelii är en nejlikväxtart som beskrevs av D. Phitos och W. Greuter. Saponaria jagelii ingår i släktet såpnejlikor, och familjen nejlikväxter. Inga underarter finns listade i Catalogue of Life.